# Luty 2016

## 28 lutego
- Amerykanka Brittany Bowe i Rosjanin Pawieł Kuliżnikow triumfowali w rozegranych w Seulu mistrzostwach świata w wieloboju sprinterskim panczenistów. (isuresults.eu, isuresults.eu)
- Podczas tegorocznej ceremonii rozdania Nagród Akademii Filmowej nagrodę za najlepszy film otrzymał Spotlight, natomiast najwięcej bo 6 statuetek otrzymał Mad Max: Na drodze gniewu; najlepszym aktorem został Leonardo DiCaprio (Zjawa), a najlepszą aktorką Brie Larson (Pokój). (tvn24.pl)
- Japonka Sara Takanashi zwyciężyła w klasyfikacji generalnej pucharu świata kobiet w skokach narciaskich. (FIS)

## 26 lutego
- Szwajcar Gianni Infantino został wybrany prezydentem Międzynarodowej Federacji Piłki Nożnej. Zastąpi na tym stanowisku swojego rodaka Seppa Blattera. (sport.pl)
- Simone Moro, Alex Txikon i Muhammad Ali jako pierwsi zdobyli zimą Nanga Parbat. (sport.pl)
- Odbyły się wybory parlamentarne w Irlandii. (rp.pl)

## 25 lutego
- Wybory parlamentarne na Jamajce.

## 24 lutego
- Po raz 36. rozdano Brit Awards, nagrody brytyjskiego przemysłu muzycznego. Najwięcej statuetek – cztery, w tym za najlepszy album i najlepszy singel – otrzymała piosenkarka Adele. (onet.pl)

## 21 lutego
- W Referendum w Boliwii większość głosujących odrzuciła poprawkę do konstytucji, która umożliwiałaby prezydentowi i wiceprezydentowi trzecią kadencję rządów.
- Zakończyły się, rozgrywane w austriackim Igls, mistrzostwa świata FIBT. (bsd-portal.de)

## 17 lutego
- Co najmniej 28 osób zginęło w zamachu w Ankarze. (tvn24.pl)
- Japońska rakieta nośna H-IIA wyniosła satelitę naukowego Hitomi mającego służyć jako obserwatorium kosmiczne dla astronomii rentgenowskiej (kosmonauta.net)
- Podczas mityngu Globen Galan w Sztokholmie ustanowiono 3 halowe rekordy świata (w tym jeden nieoficjalny) Dżibutyjczyk Ayanleh Souleiman przebiegł 1000 metrów w 2:14,20; Etiopka Genzebe Dibaba pokonała dystans 1 mili w 4:13,31, a reprezentujący Katar Abd al-Ilah Harun uzyskał czas 59,83 w biegu na 500 metrów (na tym dystansie nie notuje się oficjalnych rekordów świata). (iaaf.org).

## 16 lutego
- Po wybuchu prawdopodobnie gazu w rosyjskim mieście Jarosław zawaliło się pięć pięter budynku mieszkalnego i zginęło 7 osób. (tvn24.pl)

## 14 lutego
- Zakończyły się, rozgrywane w rosyjskiej Kołomnej, mistrzostwa świata w łyżwiarstwie szybkim. (isuresults.eu)
- W corocznym meczu gwiazd ligi NBA Zachód pokonał Wschód 196:173. Najbardziej wartościowym graczem spotkania został wbrany Russell Westbrook. (sport.pl)
- Po raz 69. wręczono nagrody Brytyjskiej Akademii Filmowej. Za najlepszy film uznano Zjawę a reżysera jego twórcę, Alejandro González Iñárritu[1].

## 11 lutego
- Dzięki interferometrom laserowym LIGO oraz Virgo potwierdzono istnienie fal grawitacyjnych. (gazeta.pl, nsf.gov, ligo.caltech.edu)
- Sześcioro nastolatków zginęło w zderzeniu szkolnego autobusu i ciężarówki w pobliżu miejscowości Rochefort na zachodzie Francji. (tvn24.pl)
- 52 osadzonych zginęło podczas zamieszek i pożaru, które wybuchły w więzieniu Topo Chico, w Monterrey na północnym wschodzie Meksyku. (tvn24.pl)

## 9 lutego
- W katastrofie kolejowej koło Bad Aibling w Niemczech zginęło 11 osób. (rynek-kolejowy.pl)
- Ponad 60 osób zginęło w dwóch samobójczych zamachach bombowych, do których doszło na północy Nigerii. (rp.pl)

## 7 lutego
- Korea Północna wbrew rezolucjom Rady Bezpieczeństwa ONZ wystrzeliła rakietę dalekiego zasięgu Unha-3. Rakieta wyniosła satelitę Kwangmyongsong-4 na wysokość ok. 500 km (niska orbita okołoziemska). (kosmonauta.net, tvn24.pl)

## 6 lutego
- Co najmniej 35 osób zginęło w trzęsieniu ziemi na południu Tajwanu. (tvnmeteo.tvn24.pl, wyborcza.pl)